# Euphorbia lophiosperma
Euphorbia lophiosperma är en törelväxtart som beskrevs av Susan Carter. Euphorbia lophiosperma ingår i släktet törlar, och familjen törelväxter. Inga underarter finns listade i Catalogue of Life.